# 朱弼楹
會寧端憲王朱弼楹（16世紀—1571年），明朝肅藩會寧王長子，追封會寧王，會寧莊惠王朱真潤的嫡長子。

## 生平
嘉靖三十三年（1554年），封會寧王長子。隆慶三年（1569年）四月，會寧莊惠王朱真潤去世。隆慶五年（1571年），朱弼楹尚未襲爵即去世。
萬曆四年（1576年），朱弼楹的庶長子朱縉襲爵。萬曆二十三年（1595年）十二月，因朱縉之請，朝廷追封朱弼楹為會寧王，賜諡端憲。

## 評價
- 《萬曆臨洮府志》：“嗜題咏，敦禮讓，善臨池。”[4]

## 家庭

### 子
- 庶長子：會寧恭懿王朱縉